# Gabriela Adameșteanu
Gabriela Adameșteanu (Aknavásár, 1942. április 2. –) román írónő, esszéista, műfordító. A politikailag elemző Revista 22 folyóirat főszerkesztője volt.

## Élete
A Bákó megyei Aknavásárban született Mircea Adameșteanu történelemtanár és Elena Predescu Adameșteanu lányaként. Gyermekéveit főleg Piteștiben töltötte. 1965-ben végezte el az egyetemet mint bölcsész, Bukarestben. Először az Editura Politică kiadó részlegén alkalmazták, ami 1966-ban Editura Științifică și Enciclopedică lett, melytől kezdve nagyobb irodalmi folyóiratoknak szerkesztett (Viața Românească és România literară). 1983 után a Cartea Românească szerkesztője.
1968-ban összeházasodott Gheorghe-Mihai Ionescuval, fiuk Mircea Vlad Ionescu.
Drumul egal al fiecărei zile (Az egyenlőség útja a mindennapokban), amiben a történet egy vidéki értelmiség túléléséről szól az agresszív Sztálin-rezsim alatt, nagy sikert aratott és elnyerte vele a Román Akadémia díját is.
1989-ben, röviddel az 1989-es forradalom kitörése előtt, néhány írótársával együtt egy tiltakozó levelet küldött a kommunista vezetőséghez az egyre rosszabbodó életkörülmények miatt. Ezután távozott a Cartea Românească-tól.
Művei általában realista alkotások.
Az elveszett délelőtt (Dimineață pierdută) című regényének két nő látszólag banális társalgása ad keretet, amelyben diszkréten de részletekbe menően rekonstruálják a két háború közötti generáció tragikus végét. Adameșteanu ezért a regényéért elnyerte a Romániai Írószövetség díját és egyben a 80-as évek meghatározó román írói közé került. Az elveszett délelőttöt Cătălina Buzoianu 1987-ben színpadra állította, ezzel a figyelem középpontjába került éppen akkor, amikor a Ceaușescu-rezsim a legelnyomóbb szakaszához ért.

## Kiadott művei

### Novellái
- Dăruiește-ți o zi de vacanță ( 1979)
- Vară-primăvară (1989)

### Regényei
- Drumul egal al fiecărei zile (1975)
- Dimineață pierdută (1983)
- Întâlnirea (2003)
- Provizorat (2010)

### Esszéi
- Obsesia politicii (interjúk, 1995)
- Cele două Românii (publicisztika, 2000)

### Fordításai
Lefordította Guy de Maupassant Pierre és Jean (1978) , valamint Hector Bianciotti Krisztus fájdalma nélkül (2001) műveket.

### Más nyelveken kiadott művei
Dimineață pierdută:
- Une matinée perdue, Gallimard, Franciaország 2005
- Kaotatud hommik, Eesti Raamat, Észtország 1991
- Boker avud, Nymrod Books, Izrael 2007
- Balkani, Bulgária 2007
- Az elveszett délelőtt, Európa Kiadó, Magyarország 2010 (fordította: Koszta Gabriella)

Întâlnirea:
- Пресрещане, Panorama, Bulgária 2005
- Palamart, Magyarország 2007

Provizorat:
- Futó viszony, Európa Kiadó, Magyarország 2013

Dăruiește-ți o zi de vacanță:
- Подари себе день каникулы, Raduga 1989

Drumul egal al fiecărei zile:
- Balkani, Bulgaria 2007
- Gallimard, Franța 2008

## Magyarul
- A találkozás. Regény; ford. Csiki László; Palamart, Bp., 2007
- Az elveszett délelőtt; ford., jegyz. Koszta Gabriella; Európa, Bp., 2010
- Futó viszony; ford., utószó Koszta Gabriella; Európa, Bp., 2013
- A Trevi-kút. Regény; ford. Koszta Gabriella; Vince, Bp., 2023 (Living bridges)
- Távoli hangok; ford. Koszta Gabriella; Vince, Bp., 2024 (Living bridges)

## Fordítás
- Ez a szócikk részben vagy egészben  a   Gabriela Adameșteanu című angol Wikipédia-szócikk ezen változatának fordításán alapul.  Az eredeti cikk szerkesztőit annak laptörténete sorolja fel. Ez a jelzés csupán a megfogalmazás eredetét és a szerzői jogokat jelzi, nem szolgál a cikkben szereplő információk forrásmegjelöléseként.